# 小柳篤二
小柳 篤二（おやなぎ とくじ、1883年〈明治16年〉8月1日 - 1985年〈昭和60年〉12月23日）は、日本のドイツ文学者。元東京高等学校独語主任教授、元早稲田大学教授。日出学園名誉園長。

## 略歴
新潟県新潟区学校町通（現 新潟市中央区学校町通）出身。1903年（明治36年）3月に新潟中学校を卒業、9月に第一高等学校大学予科理科に入学するも、病気で中退。
新潟中学校の5年先輩の櫻井天壇の所によく遊びに行き、ゲーテやシラーの話を聞いたり、ドイツ語の詩を教えられたりしたことがきっかけで、ドイツ語の道に入ろうと思うようになる。
1909年（明治42年）3月に東京外国語学校独語学科を卒業、1912年（明治45年）に東京帝国大学文科大学文学科選科を修了。
東京府立第一中学校、東京外国語学校、東京陸軍幼年学校、東京高等学校、早稲田大学、千葉大学、青山学院大学、武蔵高等学校、日出学園などで教鞭を執ったのち、1954年（昭和29年）に日出学園園長に就任。
1985年（昭和60年）12月23日午前0時5分に東京都多摩市和田の特別養護老人ホーム「和光園」で老衰のため死去、102歳没。告別式は東京都港区六本木の鳥居坂教会で執り行われた。

## 人物
学生のドイツ語の力が増すことだけを考え、学生にドイツ語の文法や語法を、地味に職人風に教え叩き込んだ。

## 栄典・表彰
- 1940年（昭和15年）11月10日 - 紀元二千六百年祝典記念章[17]
- 1941年（昭和16年）09月08日 - 従四位[18]
- 1966年（昭和41年）0 0 0 0 0 - ドイツ語学文学振興会感謝状[19]
- 1967年（昭和42年）11月03日 - 勲三等旭日中綬章[20]

## 主な教え子
- 久保栄
- 千田是也
- 新庄嘉章
- 清水幾太郎
- 山本達郎
- 糸川英夫
- 永原慶二
- 楊名時
- 北村精一 - 医師、皮膚科学者、第3代長崎大学学長、長崎大学名誉教授。
- 松田勝一 - 医師、薬理学者、第9代新潟医科大学学長、第4代新潟大学医学部学部長、元新潟医療技術専門学校校長、新潟大学名誉教授、新潟薬科大学名誉学長、東京帝国大学空手部創設者。
- 松宮克也 - 評論家、元NHK解説委員。

## 著作物

### 著書
- 『文法本位 獨文和譯法』大学書林、1935年。
- 『理科獨逸文法讀本』大学書林、1939年。
- 『獨逸語の友』大学書林、1949年。
- 『獨逸語の門』大学書林、1949年。
- 『基準ドイツ文法讀本』郁文堂、1950年。
- 『英語對照 獨逸語入門』第三書房、1950年。
- 『訳読のための独乙文法 独文和訳の実際』大学書林、1951年。
- 『独文和訳の根底』大学書林、1951年。
- 『独文和訳問題集』大学書林〈大学書林語学文庫 507〉、1958年。
- 『新しい 独文解釈法』大学書林、1960年。
- 『随筆 越後』小柳篤二（私家版）、1975年。
- 『随筆 越後（続）』小柳篤二（私家版）、1976年。
- 『長い道 白寿 傘寿 金婚』小柳芳枝[共著]、（私家版）、1981年。

### 編書
- 『獨逸時文讀本』日獨書院、1924年。
- 『紀行文集』日獨書院、1926年。
- 『獨逸風土記』日獨書院、1926年。
- 『獨逸風俗誌』日獨書院、1926年。
- 『獨逸今昔物語』日獨書院、1926年。
- 『世界小景』日獨書院、1927年。
- 『獨逸趣味讀本』日獨書院、1927年。
- 『獨逸文法讀本』日獨書院、1927年。
- 『自然科學讀本』日獨書院、1928年。
- 『實用獨逸讀本』日獨書院、1929年。
- 『趣味の獨語入門』日獨書院、1929年。
- 『獨逸の技術』大学書林、1938年。
- 『教養ドイツ読本』大学書林、1952年。
- 『対英ドイツ文典』大学書林、1952年。

### 訳註書
- 『獨逸日常生活』リチャード・クローン[著]、日獨書院〈獨逸文化叢書 第1編〉、1923年。